# Distretto di Carmen Alto
Il distretto di Carmen Alto è uno dei quindici distretti della provincia di Huamanga, in Perù. Si trova nella regione di Ayacucho e si estende su una superficie di 19,33 chilometri quadrati.

Istituito il 6 settembre 1920, ha per capitale la città di Carmen Alto; nel censimento del 2005 contava 16.080 abitanti.